# Domicia Lucila
Domicia Lucila (en latín, Domitia Lucilla; c. 105-c. 155/161) fue una noble romana que vivió durante el siglo II, madre del emperador Marco Aurelio. 

## Ascendencia y relaciones familiares
Domicia, nacida entre los años 103 y 107, era hija de Publio Calvisio Tulo Rusón, cónsul en el año 109 y por segunda vez en fecha desconocida, y de Domicia Lucila la Mayor, cuya ascendencia paterna se remontaba a Domicio Afer, un famoso orador que llegó a Roma durante el reinado de Tiberio procedente de Nemauso (Nimes), en la Galia Narbonense, y terminó reuniendo una gran fortuna. Domicio adoptó a dos hijos de un ciudadano al que había llevado a la ruina, Sexto Curvio, que recibieron los nombres de Domicio Lucano y Domicio Tulo, padre y tío respectivamente de Domicia la Mayor. Lucano y Tulo fueron elevados al patriciado, junto con otros muchos notables procedentes de provincias, como los Trajanos y los Annio Vero, en tiempos de Vespasiano y Tito (ILS, 990-1). Por parte materna, el abuelo de Domicia la Mayor era Tito Curtilio Mancia, cónsul sufecto en el año 55.
Desde el gran incendio de Roma del año 64 comenzó con Nerón una gran reconstrucción de la ciudad que tuvo continuidad durante el siguiente medio siglo con los sucesivos emperadores. Así, Vespasiano y Tito erigieron el Foro de la Paz, nuevas termas y, sobre todo, el Coliseo; Domiciano amplió las residencias imperiales del Palatino y tanto Trajano como Adriano no dejaron de patrocinar grandes proyectos constructivos. Algunos de los grandes beneficiarios de este proceso fueron los propietarios de fábricas de ladrillos y otros materiales de obra, entre los que se encontraban los Domicio, que amasaron enormes fortunas en este periodo. La riqueza iba acompañada de honores y Tulo consiguió entrar a formar parte del colegio sacerdotal senatorial de los Septemviri Epulones, en el que también ingresó a finales del siglo I el mismo emperador Adriano.
Domicia la Mayor era hija de Lucano, pero fue adoptada por Tulo como condición para que este recibiera la fortuna de su hermano, y debía además nombrarla heredera, por lo que a la muerte de Tulo, a finales del año 108 o principios de 109, Domicia se había convertido en una mujer inmensamente rica, que ya contaba además con el patrimonio recibido de su abuelo Curtilio Mancia. Corrían rumores en Roma sobre tan importante testamento y hasta el mismo Plinio escribió a un amigo: «no se habla de otra cosa en la ciudad». También era beneficiario, junto a Trajano y en un codicilo final, P. Calvisio Rusón, marido en segundas nupcias de Domicia, con quien se casó probablemente entre los años 103 y 105, y que también adoptó el nombre de su tío, quien lo trata de amicus rarissimus en el testamento, por lo que ya con motivo de su consulado de 109 aparece en los Fasti Ostienses como «P. Calvisius Tullus».
Debido entre otras cosas al estado de conservación del testamento, la interpretación de los nombres que en el aparecen, además de la identidad misma del testador, ha sido objeto de múltiples especulaciones. Así se ha sugerido que el primer marido de Domicia la Mayor podría haber sido Publio Elio Adriano Afer, el padre del emperador Adriano, e incluso que Domicia Longina, la esposa de Domiciano, habría estado también casada con Domicio Tulo.
Sin embargo, hasta la muerte de Adriano al frente de la familia estuvo Lucio Catilio Severo, procedente de Apamea, en Bitinia, casado al parecer con Dasumia Pola, la viuda de Domicio Tulo, y colega de este y del emperador como Septemvir. Severo fue cónsul primero bajo Trajano y una segunda vez en 120 en compañía de Antonio Pío, gobernador de Asia y de Siria, y prefecto de Roma, cargo que ostentaba todavía en el año 138. Severo se hizo cargo de la educación de Marco Aurelio, lo que recuerda este en el primer libro de las Meditaciones, donde le agradece haberle proporcionado los mejores y más caros maestros, que acudían a su «casa» del Celio a darle clases. El joven incluso adoptó el nombre de Catilio Severo en adición al suyo propio, Marco Annio Vero.

## Matrimonio

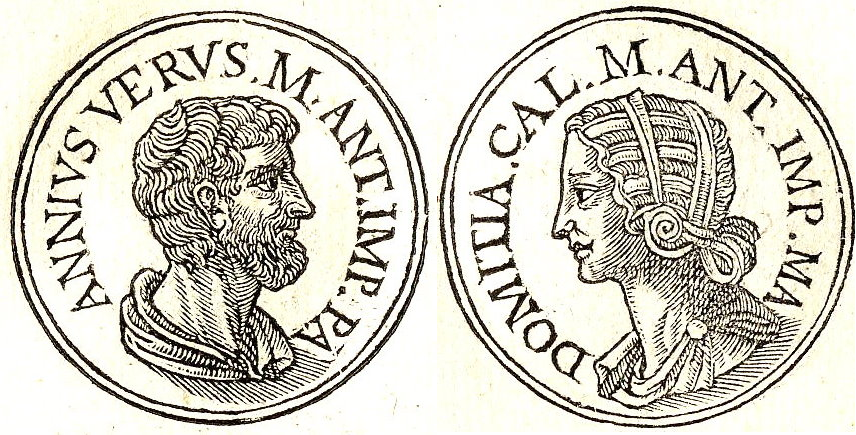
Domicia Lucila y Marco Annio Vero.
Promptuarii Iconum Insigniorum (1553).

Domicia Lucila contrajo matrimonio alrededor del año 118 con Marco Annio Vero, pretor que procedía de una rica familia senatorial de origen hispano. Su abuelo, un «hombre nuevo» llamado Annio Vero, procedía de Ucubi, en la provincia hispana de la Bética, y también consiguió la pretura una vez accedió al rango senatorial. El hijo de este, también llamado Marco Annio Vero, fue cónsul en tres ocasiones, una en tiempos de Domiciano (sufecto en 97) y dos bajo Adriano (en 121 y 126), emperador que lo tuvo como uno de sus más importantes defensores en el Senado durante el complicado comienzo de su reinado, cuando ocupó también, durante siete años y hasta 124, el cargo de prefecto de Roma.
M. Annio Vero se casó con Rupilia Faustina, matrimonio del que nacieron, además del esposo de Lucila otros dos hermanos: Marco Annio Libón y Faustina la Mayor, posteriormente emperatriz romana por su enlace con Antonino Pío. Poseía también una residencia en el monte Celio, cerca de la de los Laterani, donde vivió Marco Aurelio durante un tiempo después de la muerte de su padre. Vero era sobrino de la emperatriz romana Vibia Sabina, y su abuela materna era Matidia la Mayor, la sobrina del emperador Trajano.

## Madre del emperador Marco Aurelio
Del matrimonio de Domicia con Annio Vero nacieron dos hijos: el futuro emperador Marco Aurelio, el 26 de abril de 121, y una hija, Annia Cornificia Faustina (122/123-152). Su marido murió en el año 124, dejándola viuda y con dos hijos, a los que crio ella sola junto a su suegro. El futuro emperador romano Didio Juliano se crio en su casa y pudo comenzar la carrera de abogacía gracias a su apoyo y respaldo económico. 
Es muy probable que hubiera pertenecido a Domicio Tulo la residencia de los jardines del monte Celio, donde nació y pasó sus primeros años el futuro emperador Marco Aurelio. Marco siempre consideró esos jardines como su hogar y sintió gran pena cuando tuvo que abandonarlos el año 138, al ser adoptado por Antonino Pío y verse obligado a trasladarse a la residencia de Adriano en el Palatino, el antiguo palacio de Tiberio.
Domicia, como era relativamente habitual en la clase alta romana de su época, dominaba el griego y es muy posible que la familiaridad que alcanzó Marco Aurelio con ese idioma se debiera en primer lugar a ella. Fue también muy amiga del maestro de su hijo, Marco Cornelio Frontón, y de su esposa Cratia, con quienes se intercambiaba también correspondencia en griego en la que quedaba de manifiesto su familiaridad con autores como Homero, Hesíodo o Eurípides. Se conserva una carta de verano del año 142, mientras la familia imperial se encontraba en las cercanías de Nápoles, en la que Frontón se lamenta por no poder asistir a su cumpleaños debido a que las obligaciones del consulado lo tenían retenido en Roma.
El apoyo de Domicia a las pretensiones al trono de su hijo, además de un indicio sobre su pietas, se ven reflejadas en un pasaje de la Historia Augusta que relata el malicioso comentario, dirigido a Antonino Pío, del excónsul Valerio Hómulo después de que viera a Domicia rezando ante una estatua de Apolo: «Esa mujer ora para que llegue tu último día y su hijo reciba el imperio» (HA M. Aur., 6.9).
En sus Meditaciones, Marco Aurelio la describe como una mujer piadosa, generosa e incapaz no solo de hacer mal a nadie, sino simplemente de concebirlo (Medit., 1.3). Domicia Lucila murió tras una prolongada enfermedad en el año 155 o poco después, cuando tendría unos cuarenta y ocho o cuarenta y nueve años, «aún joven» según Marco Aurelio, que estuvo muy preocupado por su salud, pero se alegra de haber podido pasar con ella sus últimos años (Medit., 1.17.15).
La fortuna de Domicia, incluido el lucrativo negocio de fabricación de ladrillos, fue heredada por Marco Aurelio y Faustina para terminar finalmente en manos de Cómodo, que acaparó todo el patrimonio familiar.